# Julien Laurens
Julien Laurens, seigneur de L'Éraudière, de La Noë-de-Passay et du Mottay, fut maire de Nantes de 1601 à 1602. Il était alloué de Nantes.

## Biographie
Fils de Jean Laurens, seigneur de La Noë-de-Passay et de La Meilleraye , et de Jeanne Gabard, il épouse Yvonne Charette, dame de la Noë.